# SR ロード・ネルソン形蒸気機関車
サザン鉄道ロード・ネルソン形蒸気機関車(サザンてつどうロード・ネルソンがたじょうききかんしゃ　SR Lord Nelson Class)はイギリスのサザン鉄道で使用されていた蒸気機関車の一形式。

## 概要
1926年から16両が生産され、ロンドンとイギリス南西部を結ぶ急客機、特に大陸から船で運ばれて来るボート・トレインの牽引に活躍した。
イギリスの蒸気機関車では珍しい4つの汽筒の他、幾つかの革新的な技術の搭載によって、牽引力の向上に成功した。そのため一時期は英国で最も強力な機関車の称号を獲得、保持した。
現在は形式名と同じ名前の1号機ロード・ネルソンが保存されている。